# Bodil Mannheimer
Bodil Mannheimer, född 8 mars 1935 i Stockholm, död 5 december 2023 i Uppsala, var en svensk skådespelare.

## Biografi
Mannheimer utbildades vid Göteborgs Stadsteaters elevskola. Hon var engagerad vid Uppsala Stadsteater 1964–1994. År 2003 medverkade hon i Ella Lemhagens TV-serie Järnvägshotellet.
Hon var dotter till läkaren Edgar Mannheimer och hans första hustru Majt Ericsson (omgift de Maré) samt sondotter till advokaten och politikern Otto Mannheimer och halvsyster till kulturjournalisten Otto Mannheimer.
Bodil Mannheimer är begravd på Kvibergs kyrkogård i Göteborg.

## Filmografi (urval)
- 1978 – Slumrande toner
- 1979 – Katitzi (TV-serie)
- 1981 – Hans Christian och sällskapet
- 1992 – Kusiner i kubik (TV-serie)
- 2000 – Skönheten
- 2003 – Järnvägshotellet (TV-serie)

## Teater

### Roller
| År   | Roll      | Produktion                                      | Regi             | Teater                    |
| ---- | --------- | ----------------------------------------------- | ---------------- | ------------------------- |
| 1963 |           | Värdshusvärdinnan (La locandiera) Carlo Goldoni | Kåre Santesson   | Fästningsspelen i Varberg |
| 1965 | Elizabeth | Gasljus (Gas Light) Patrick Hamilton            | Palle Granditsky | Upsala-Gävle stadsteater  |
| 1965 |           | De vassa palmerna Elsa Grave                    | Anita Blom       | Upsala-Gävle stadsteater  |
| 1966 | Yerma     | Yerma Federico García Lorca                     | Palle Granditsky | Upsala-Gävle stadsteater  |
| 1975 |           | Prästkappan Sven Delblanc                       | Ulf Fredriksson  | Upsala-Gävle stadsteater  |
| 1976 |           | Hemmet Kent Andersson och Bengt Bratt           | Ulf Andrée       | Upsala-Gävle stadsteater  |